# Enemies of Silence
Enemies of Silence är den Umeåbaserade electrogruppen Kpists andra och sista studioalbum, utgivet 2002 på skivbolaget North of No South Records. Från skivan släpptes singlarna Under the Table (2001), C64 (2002) och Golden Coat (2002). 
Låten "C64" användes i filmen Livet i 8 bitar och låten "Golden Coat" användes i filmen Känd från TV.

## Låtlista
1. "Introduction"
2. "How Does It Feel"
3. "Under the Table"
4. "C64"
5. "Big City Boy Feat Dj Michelle"
6. "Hi Lo"
7. "Golden Coat"
8. "Rendez Vous" (feat. San Volean Scoob)
9. "Lost in the Game"
10. "Options" (feat. Dj Michelle)
11. "Level III"
12. "Enemies of Silence"(feat. Scoob Rock)

### Fotnoter
1. ↑  ”Enemies of Silence”. Discogs.com. http://www.discogs.com/Kpist-Enemies-Of-Silence/release/1295057. Läst 10 maj 2012.
2. ↑  ”Enemies of Silence”. Svensk mediedatabas. http://smdb.kb.se/catalog/search?q=k-pist&x=0&y=0. Läst 10 maj 2012.
3. ↑  ”Livet i 8 bitar”. Svensk filmdatabas. http://www.sfi.se/sv/svensk-filmdatabas/Item/?itemid=50788&type=MOVIE&iv=Music. Läst 10 maj 2012.